# ادوينا كوري
ادوينا كوري سياسة بريطانية (بالإنجليزية: Edwina Currie)‏ كانت وزيرة الصحة في حكومة جون ميجور (ولدت في 13 أكتوبر 1946 في ليفربول)

## روابط خارجية
- ادوينا كوري على موقع IMDb (الإنجليزية)
- ادوينا كوري على موقع ميوزك برينز (الإنجليزية)
- ادوينا كوري على موقع قاعدة بيانات الفيلم (الإنجليزية)